# 香积寺之战
香積寺之戰是安史之亂期间安庆绪的燕军和忠于唐朝的军队在长安城西南郊香積寺的一场战役，此战中唐朝军队取得了决定性的胜利并在九月癸卯收复了首都长安。

## 前期準備
至德二年（757年）八月在鳳翔誓師，九月丁亥，名義上由元帅广平郡王李俶统令，實際由副元帥郭子儀總指揮朔方、安西、回纥、南蛮、大食十五万大军 ，並借回紇兵騎四千，回紇派其子葉護率領，进攻燕军 。

## 作戰經過
九月壬寅，唐軍出動十五萬人馬与燕軍十萬人馬對陣於长安城西南香积寺西北平原，此戰，唐軍由李嗣業督率安西、北庭兩鎮步兵結為前陣，郭子儀坐鎮中軍，以朔方軍為主力，于闐等軍為輔，王思禮指揮關內行營兵馬作為三軍後援，此外由鐵勒名將僕固懷恩率四千回紇騎兵，隱蔽於大軍東面，作為伏兵，伺機投入戰場；燕軍則由燕将安守忠、李归仁所領曳落河騎兵、岢嵐軍、經略軍等十萬人馬應戰；正午，唐軍搶占香積寺西北丘陵高地，結陣綿延三十里；安史叛軍則背倚長安城面南列陣，十萬燕軍聯營十里，並設騎兵伏於陣東邊，準備接戰；正午時分，叛將李歸仁指揮麾下萬餘騎兵，率先對李嗣業前陣步兵衝擊，交戰之初，唐軍陷入不利狀態，幸虧前軍主將李嗣業赤裸上身，手持長刀（陌刀），連殺叛軍十余人（另一说为己方逃兵），才穩住己方的戰陣 。唐军前锋遂执长刀突击，反覆斬殺敵軍騎兵，當兩軍陷於膠著，時燕軍伏於右翼的數千精銳騎兵（僅騎兵披甲），領安守忠將令衝出，準備重施清渠之戰故技包抄唐軍，但早被郭子儀識破，令埋伏在側後之四千回紇騎兵（人馬俱披重甲）由丘陵高處，由上向下衝擊。燕军大败奔溃，前后被斩首六万级 ，燕将张通儒放弃长安城东逃。

## 結果
是役，燕軍被斬首六萬，兩萬人被俘 ，短短四個時辰，兩軍廿五萬人，竟有十三萬人陣亡，戰況極其慘烈，安守忠率殘部逃回長安，後連夜向東撤逃，九月癸卯，李俶率军收复长安。